# الموازنة النقدية
تعتبر الموازنة النقدية من أهم أدوات التخطيط المالي ولكن بينما تستعمل أدوات التخطيط المالي الأخرى لتقدير الاحتياجات المالية للشركة لسنة أو لعدة سنوات في المستقبل،

## مفهوم
تركز الموازنة النقدية على المركز النقدي للشركة من شهر إلى شهر أخر أي أن الموازنة النقدية تعتبر وسيلة لتخطيط السيولة في الشركة حيث تعني بتوفير المستويات اللازمة من النقد لتامين استمرارية العمليات .
- يمكن تعريف الميزانية النقدية بأنها "عملية وضع تقديرات مسبقة للوضع النقدي للمنشأة، بهدف ضمان توافر السيولة النقدية عند الحاجة إليها، وتحديد مصادر الحصول عليها، بالإضافة إلى استغلال أي فائض نقدي. كما تهدف إلى تحديد أولويات استخدامات النقدية لتحقيق أقصى عائد ممكن للمنشأة، مع مراعاة درجة المخاطر التي قد تتحملها المنشأة في هذا السياق."[3]

## الهدف
- توفير نقدية كافية لتغطية الالتزامات القصيرة الأجل وكذلك الالتزامات الطويلة الأجل التي تستحق السداد خلال فترة الموازنة وكذلك تستخدم لتحديد توقيت ومبلغ الاقتراض القصير الأجل اللازم للمحافظة على سيولة المشروع كما تستخدم أيضاً في تحديد توقيت توافر النقدية الزائدة عن الحاجة حتى يمكن لإدارة الوحدة الاقتصادية من رسم الخطة الكفيلة باستثمارها بكفاءة.
- تحديد قيمة المقبوضات النقدية والمدفوعات النقدية خلال فترة الموازنة وتحديد الفرق بينها وهذا يسمح للإدارة باستثمار الأموال الفائضة عن الحاجة وتدبير الأموال قبل الاحتياج لها بوقت كافٍ وهنا يجب أن نلاحظ أننا نهتم فقط بحركة النقدية لذلك يجب استبعاد أي مصروف غير نقدي.
- تخطيط المتحصلات والمدفوعات النقدية لفترة زمنيه معينه بدرجه كافيه من الدقة والتفصيل لضمان استمرار العمليات والوفاء بالالتزامات وإدارة الموارد النقدية بصوره مواتيه تحقق الأهداف أو الغايات .

## وصلات داخلية
- شركة
- إقتصاد